# ارنستو جیزموندی
ارنستو جیزموندی (به ایتالیایی: Ernesto Gismondi)؛ (زادهٔ ۲۵ دسامبر ۱۹۳۱ میلادی – درگذشتهٔ ۳۱ دسامبر ۲۰۲۰ میلادی) یک طراح ایتالیایی، و بنیانگذار شرکت تولیدی اَرتِمیده (آرتماید) بود. جیزموندی بیشتر به خاطر طراحی تجهیزات روشنایی شهرت داشت.

## زندگی‌نامه
در سال ۱۹۵۷ میلادی در دانشگاه پلی‌تکنیک میلان در رشتهٔ مهندسی هوانوردی فارغ‌التحصیل شد، و مدرک خود را در رشتهٔ مهندسی موشک در دانشکده عالی مهندسی موشک در رُم در سال ۱۹۵۹ میلادی دریافت کرد. سال بعد، او به همراه طراح سرجو ماتزا، استودیوی اَرتِمیده اس.اَ.اس. را تأسیس کرد. که از آن گروه اَرتِمیده تأسیس شد و استفاده از پلاستیک برای طراحی اشیاء را با الهام از دانش خود در مهندسی موشک معرفی کرد.

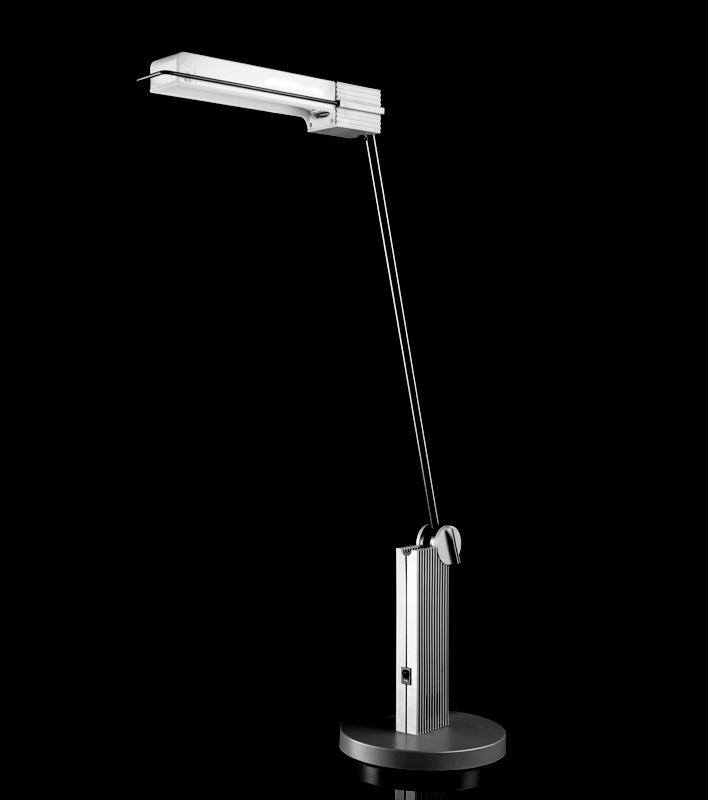
چراغ آلیسترو آرتماید

او بعداً به عضویت و یکی از خالقان گروه ممفیس تبدیل شد، جنبشی آوانگارد که در سال ۱۹۸۱ میلادی توسط اتوره سوتساس، که با اَرتِمیده (آرتماید) نیز همکاری داشت، تأسیس شد.
از سال ۱۹۶۴ تا ۱۹۸۴ میلادی او استادیار موتورهای موشکی در پلی‌تکنیک میلان بود.
او که یکی از قهرمانان بزرگ طراحی ساخت ایتالیا (Made in Italy) در جهان محسوب می‌شود، در طراحی لامپ‌ها و سیستم‌های روشنایی تخصص داشت که جوایز متعددی از جمله پرگار طلا را دریافت کرده است. او در طول زندگی خود نقش‌های مختلفی در زمینه‌های طراحی و کارآفرینی داشت. او نایب رئیس آدی‌ای – انجمن طراحی صنعتی بود و مناصب متعددی را در انجمن صنعتی لمباردی (اَسولومباردا)، فدرمکانیکا، کنفیندوستریا، نهاد مستقل نمایشگاه میلان و در وزارت دانشگاه و تحقیقات داشت.

## جوایز
- جوایز طراحی اروپا ۱۹۹۷ میلادی.[۴]
- جایزهٔ کارآفرین سال ۲۰۰۸ میلادی ارنست و یانگ برای بخش نوآوری.[۵]
- جایزهٔ کارآفرین سال ۲۰۰۹ میلادی ارنست و یانگ برای بخش ارتباطات.[۶]
- جایزهٔ طراحی محصول آی‌اف ۲۰۱۴ میلادی.[۷]
- جایزهٔ طراحی رد دات ۲۰۱۷ میلادی.[۸]
- جایزهٔ یک عمر دستاورد میلان ۲۰۱۷ میلادی.[۹]
- جایزهٔ پرگار طلا برای کشف تعلیق (۲۰۱۸) میلادی.[۱۰]
- جایزهٔ یک عمر دستاورد پرگار طلا (۲۰۱۸) میلادی.[۱۱]